# Liste der Gedenktafeln in Berlin-Lichtenrade
Die Liste der Gedenktafeln in Berlin-Lichtenrade enthält die Namen, Standorte und, soweit bekannt, das Datum der Enthüllung von Gedenktafeln.
Die Liste ist nicht vollständig.

## Lichtenrade
| Bild | Name                        | Standort               | Datum der Enthüllung |
| ---- | --------------------------- | ---------------------- | -------------------- |
|      | Außenlager KZ Sachsenhausen | Bornhagenweg 55        |                      |
|      | Erich Hermann               | Erich-Hermann-Platz    |                      |
|      | Horst Kullack               | Wittelsbacherstraße 92 |                      |
|      | NS-Opfer                    | Paplitzer Straße 10    |                      |